# Лебединец, Михаил Моисеевич
Михаил Моисеевич Лебединец (29 октября 1889, Гадяч Полтавской губернии — 17 декабря 1934, Киев) — украинский прозаик, переводчик, член Всероссийского учредительного собрания, советский государственный деятель.

## Биография
Сын мелкого торговца. Учился в Лубенской гимназии, затем на медицинском факультете Варшавского университета (1909—1911), откуда его отчислили за участие в украинском студенческой эсеровской организации и выслали на Полтавщину. С 1906 года под полицейским надзором, эсер, привлекался к судебной ответственности за призыв крестьян к аграрным волнениям. В 1913 поступил на юридический факультет Варшавского университета. Во время Первой мировой войны служил прапорщиком в обозном батальоне. В 1917 активизировал работу в украинской партии социалистов-революционеров, был избран председателем украинского военного совета Западного фронта и председателем фронтовой фракции партии. Член армейского комитета 2-й армии. Глава Украинской войсковой Рады. Был арестован ВРК в ноябре 1917.
В конце 1917 года избран во Всероссийское учредительное собрание в избирательном округе по Западному фронту по списку № 1 (украинские эсеры и социал-демократы).
После подписания Брестского мира в апреле 1918 г. переехал в Киев. В 1919—1920 годах принадлежал к УКП(б). Был членом правления издательского общества «Ґрунт» (Почва, 1918), работал в Бюро прессы и пропаганды УНР, секретарем редакции газеты «Боротьба» (Борьба, 1919). В мае—августе 1919 г. — нарком юстиции УССР, с августа 1919 до начала 1920 г. — член заграничного бюро ЦК УКП(б) в Москве. Поэтому переехал в Харьков, вступил в КП(б)У. В 1920—1921 гг — член коллегии и заместитель наркома юстиции УССР, с января 1922 по январь 1924 г. — заведующий консульским отделом посольства УССР и СССР в Польше, в феврале 1924 г. — сентябре 1928 — председатель Верховного суда УССР. 1928 его как бывшего боротьбиста отстранили от работы в Верховном суде и перевели в Одессу на должность директора оперного театра. Вернувшись в Харьков, работал в издательстве «Украинская советская энциклопедия». Осенью 1934 Лебединца арестовали органы ГПУ; в составе «группы 29-ти» его обвинили в принадлежности к подпольной террористической белогвардейской организации и расстреляли.

## Сочинения
Сборники новелл:
Пасма життя. — Київ, 1919. (рец.: Книгарь. — 1919. — Ч. 22)
Вікно розчинене. — Харків, 1922.
Переводы:
Казімєж Тетмаєр. Мелянхолія. — Київ, 1918.
Еліза Ожешкова. Міртала. Харків, 1929.
Стефан Жеромський. Провесінь. — Харків, 1930.
Владислав Реймонт. Селяни. — Харків, 1930. (дві перші частини роману)
Бруно Ясенський. Палю Париж. — Харків, 1930.